# Terremoto de Paciran de 2024
El Terremoto de Paciran de 2024 fue un movimiento sísmico ocurrido el 22 de marzo de 2024 a las 15:52 hora local (08:52 UTC). Tuvo una magnitud de 6.4 Mw. Su epicentro se ubicó en la costa a 110 kilómetros al norte de Paciran, y ocurrió a una profundidad de 9.5 kilómetros.

## Terremoto

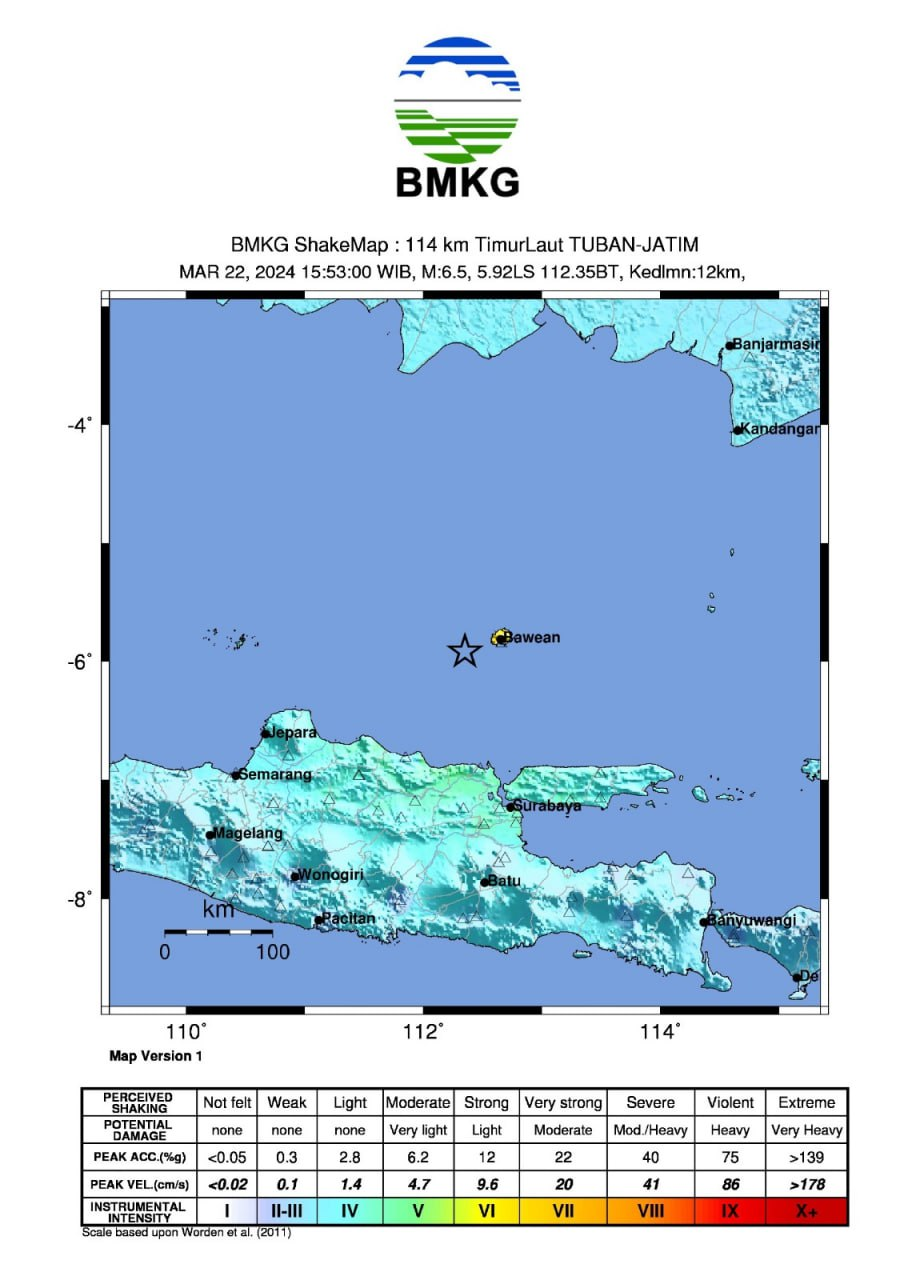
Intensidad del terremoto según la BMKG.

Antes de que ocurriera el terremoto principal a las 15:52 hora local, hubo dos sismos previos con magnitudes de 5.6 y 5.3 que ocurrieron 11:22 y 12:31 hora de Java Occidental. El terremoto principal ocurrió a las 15:22:45 WIB. El terremoto se sintió moderadamente en Tuban, Sidoarjo y la ciudad de Surabaya con una duración de 15 segundos, en Rembang el temblor se sintió con una duración de alrededor de 5 a 20 segundos.
Los resultados del análisis del mecanismo fuente muestran que el terremoto tiene un mecanismo de movimiento de rumbo-deslizamiento. Este evento es un tipo de terremoto de corteza superficial, resultante de una falla local centrada en el Mar de Java.
Hasta el domingo 24 de marzo de 2024 a las 11:00 hora local WIB, se informó que las réplicas aún continuaban. Se registró que hubo 238 réplicas.

## Impacto y víctimas
La isla Bawean fue la más afectada por el terremoto. La BNPB registro que 331 casas sufrieron daños graves, 706 casas sufrieron daños moderados y 1 356 casas sufrieron daños leves. Otros impactos incluyen 63 instalaciones educativas afectadas, 5 instalaciones de salud afectadas, 88 lugares de culto y 5 oficinas de aldeas dañadas.
En la ciudad de Surabaya, dos personas resultaron heridas, dos casas se derrumbaron y otras 15 resultaron dañadas. También se informó que un hospital sufrió daños. El estacionamiento de la Plaza de Tunjungan sufrió grietas. El edificio de la Universidad de Airlangga también sufrió daños en su estructura. 
En Gresik, la oficina central de Petrokimia Gresik experimentó grietas. Alrededor de dos personas resultaron heridas, cuatro casas y un ayuntamiento se derrumbaron y decenas de edificios, incluida 55 casas y dos hospitales, resultaron dañados en Tuban. En la aldea de Tambak, una persona mayor de 71 años sufrió heridas leves al ser golpeada por una teja.
En Banjar, la oficina del subtrito de Tatah Makmur y Puskesmas en el distrito de Aluh Aluh experimentaron grietas.  
Se informó que una congregación resultó herida debido a grietas en los pilares de cerámica en la mezquita en la aldea de Kumalasa, distrito de Sangkapura.

## Post-terremoto
Después del terremoto, aparecieron varios globos de lodo repentinos en el área de Bledug y en Grobogan, este loda apareció el 22 de marzo de 2024 alrededor de las 16:00 WIN. El barrio se extendió hasta los a arrozales hasta 100 m y se detuvo a las 21:00 horas.
Apareció agua caliente en varios puntos de la Isla Bawean, la comunidad encontró alrededor de ocho agujeros que emitían agua caliente en el área de una escuela en Tambak Village, distrito de Tambak Bawean. Al principio el agujero soltó barro. La pulverización de agua y barro se detuvo a las 02:00 WIN del 23 de marzo de 2024.